# Alternativa Popular
Alternativa Popular (en italiano: Alternativa Popolare, abreviado AP) es un partido político italiano situado en el centro.
Fue fundado en Roma, el 18 de marzo de 2017, tras la disolución del partido Nueva Centroderecha (NCD).
Formaba parte de la gran coalición que apoyaba al Gobierno de Italia presidido por Paolo Gentiloni (12 de diciembre de 2016-1 de junio de 2018), participando en el gobierno con 3 ministros, 1 viceministro y 9 subsecretarios.
Para las elecciones generales de 2018, AP se adhirió a la lista Cívica Popular (CP), formando parte de la coalición de centro-izquierda. CP consiguió el 0,54% de los votos en la Cámara de Diputados (2 escaños, ambos de AP) y el 0,52% en el Senado (1 escaño).